# Bauhinia strychnoidea
Bauhinia strychnoidea är en ärtväxtart som beskrevs av David Prain. Bauhinia strychnoidea ingår i släktet Bauhinia och familjen ärtväxter. Inga underarter finns listade i Catalogue of Life.